# Träsket, Södermanland
Träsket är en sjö i Värmdö kommun i Södermanland och ingår i Tyresån-Trosaåns kustområde. Sjön har en area på 0,0653 kvadratkilometer och ligger 4,1 meter över havet.

## Delavrinningsområde
Träsket ingår i det delavrinningsområde (656331-166184) som SMHI kallar för Rinner till Norrfjärden. Medelhöjden är 14 meter över havet och ytan är 1,39 kvadratkilometer. Det finns inga avrinningsområden uppströms utan avrinningsområdet är högsta punkten. Avrinningsområdets utflöde mynnar i havet, utan att ha någon enskild mynningsplats.